# 落合直子
落合 直子（おちあい なおこ、1984年11月2日 - ）は、大阪府出身のボートレーサー。登録番号4289。94期。大阪支部所属。

## 来歴
- やまと競艇学校時代は、リーグ戦勝率5.13（準優出3　優出2）の成績を残して、卒業記念競走に優出した（2着）。
- 2004年5月10日、地元住之江競艇場で開催された「一般競走」1Rでデビュー＆初勝利。[1]
- 2011年11月30日、住之江競艇場での「男女ダブル優勝戦 第6回森下仁丹杯争奪」で初優勝（優出7回目）。[2]
- 2012年2月28日、多摩川競艇場での「G1第25回女子王座決定戦競走」にG1初出場。3月4日、最終日2RでG1初勝利。[3]

## エピソード
- やまと競艇学校時代、事故で9針縫うケガを負ったが克服した。
- 同期には川崎公靖、佐藤旭 、菅野はやか、今井貴士、永田啓二、麻生慎介、藤岡俊介、古賀繁輝、小坂尚哉、岡崎恭裕、平田さやからがいる。